# Book of Blood
Book of Blood är en amerikansk film från 2009 regisserad av John Harrison.

## Handling
En expert på paranormala händelser som utreder ett mord upptäcker ett hus som ligger mitt en "motorvägskorsning" som transporterar själar till livet efter detta.

## Om filmen
Filmen är inspelad i Edinburgh, Glasgow och London. Den hade världspremiär vid Hamburg Fantasy Filmfest Nights den 7 mars 2009.

## Rollista
- Jonas Armstrong – Simon McNeal
- Sophie Ward – Mary Florescu
- Clive Russell – Wyburd
- Paul Blair – Reg Fuller
- Romana Abercromby – Janie
- Simon Bamford – Derek
- Doug Bradley – Tollington

### Webbkällor
- Book of Blood på Internet Movie Database (engelska)